# عرن متطاول
العرن المتطاول (باللاتينية: Hypericum elongatum) نوع نباتي ينتمي إلى جنس العرن من الفصيلة العرنية.

## الموئل والانتشار
موطنه بلاد الشام والمغرب العربي وتركيا والقرم واليونان وإسبانيا.